# Hasan Bilal
Hasan Bilal (sinh 12 tháng 3 năm 1998) là một cầu thủ bóng đá Thổ Nhĩ Kỳ, hiện tại thi đấu ở vị trí tiền vệ cho Kasımpaşa ở Süper Lig.

## Sự nghiệp chuyên nghiệp
Bilal ra mắt chuyên nghiệp cho Kasımpaşa trong trận thắng 4-2 tại Süper Lig trước Çaykur Rizespor ngày 12 tháng 5 năm 2017.